# Mojuí dos Campos
Mojuí dos Campos é um município brasileiro do estado do Pará, localizado na Região Metropolitana de Santarém, no oeste do estado. Localiza-se no norte brasileiro, a uma latitude 02º10'17" sul e longitude 56º44'42" oeste.

## Etimologia
A origem do nome da vila deu-se pelo fato de que nos primórdios da década de 1910 as primeiras famílias que chegaram encontraram áreas cobertas de capins que na época eram conhecidos por Mojuí. Assim denominando-se de “Mojuí dos Campos” ou “Capim dos Campos”.

## História
Não se pode precisar o tempo certo em que se deu início desta vila, porém os pioneiros deste vale foram os imigrantes nordestinos cearenses, que chegaram por volta de 1914, depois outras famílias chegaram. Já na década de 1950, devido a decadência econômica do Nordeste, a forte seca, e conflitos familiares e políticos nas terras no sertão, ocorreu o éxodo das famílias proporcionando ao pequeno povoado o seu maior desenvolvimento.
As primeiras famílias enfrentaram grandes dificuldades pelas precárias condições em que o local oferecia, por isso muitos que aqui chegaram, morreram vítimas de febre causada pela malária. Registra-se em 1950 um antigo cemitério num mangueiral.
Com a chegada de 50 famílias em 1952, o núcleo de Mojuí dos Campos passou por um grande progresso populacional. Muitas famílias em busca de terras para trabalhar, foram se localizando nas mediações próximas ao povoado nascendo as primeiras colônias agrícolas de trabalhadores nordestinos: Bom Gosto, Palhal, Boeira, Boa Fé, Poço Verde, São Tomé, Baixa Dágua, entre outras.
Em 1964 o povoado de Mojuí dos Campos é elevado a categoria de Vila pela Lei Estadual 3.227 de 31 de dezembro, assinado pelo Governador do Estado Coronel Jarbas Passarinho.

### Emancipação
Em dois plebiscitos realizados nos anos de 1995 e 1999, mais de 84% da população de Mojuí dos Campos e de Santarém votaram a favor da emancipação. A sociedade local se mobilizou fortemente para estes plebiscitos, tanto que a votação a favor da emancipação foi expressiva. Em 2005, integrantes pela emancipação de Mojuí dos Campos estiveram em Brasília para debater a separação do Santarém. Entretanto, somente em 29 de maio de 2009 foi que o TSE aprovou o plebiscito mais recente, de 1999, depois que a Procuradoria-Geral Eleitoral emitiu parecer favorável, assinado vice-procurador geral eleitoral, Francisco Xavier Pinheiro Filho. Embora tenha sido aprovado o plebiscito, o distrito continuou sob a jurisdição de Santarém até que as eleições fossem consumadas, em outubro de 2012, e a posse do novo prefeito em 1ª de janeiro de 2013.
Desde o desmembramento, as eleições municipais que iriam realizar no distrito para decidir o primeiro prefeito em 2008, não ocorrem, já que foram realizadas em Santarém. Uma nova data foi marcada em 2009, mas foi adiada. Em 2012, o município teve a primeira eleição, que definiu o seu primeiro corpo administrativo e legislativo.

## Geografia

### Localização
Possui área de 4.988,236 km², localizado a uma latitude 02º10'17" sul e longitude 56º44'42" oeste. Tem como municípios vizinhos: Santarém, Prainha, Alenquer, Belterra e Uruará. De acordo com o IBGE em 2020 possui uma população estimada de 16.184 habitantes.

### Hidrografia
As bacias dos rios Moju, Mojuí são tributárias da bacia do rio Curuá-Una e formam juntas toda a malha hídrica existente na chamada "Região do Planalto", composta por inúmeros igarapés e rios de pequeno porte, todos convergentes para o rio central, o Curuá-Una. Juntas perfazem um total aproximado de 9.986 km², ou cerca de 37,65% de todo o município, ocupando a porção leste da região.
A bacia do Curuá-Una, no extremo oriental, tem uma superfície aproximada de 4.055 km², representando cerca de 15% de todo o espaço municipal. O rio Curuá-Una, afluente da margem direita do Amazonas, é o principal curso d'água.
A bacia hidrográfica do Moju situa-se na porção centro-sul do município, entre as bacias do Curuá-Una e do Mojuí. Ocupa uma superfície aproximada de 3.325 km², ou cerca de 12,50% de todo o espaço municipal. O rio Moju, afluente da margem esquerda do Curuá-Una, é o principal curso d'água. A bacia do Mojuí está situada na porção central da região circundada pelas bacias do Tapajós, Amazonas, Curuá-Una e Moju. Ocupa uma superfície com cerca de 2.605 km², ou 9,80% do espaço municipal. O rio Mojuí, afluente do Moju, é o principal curso d'água.

### Problemas socioambientais
Devido aos altos índices de devastação florestal, em 9 de novembro de 2023, o município de Rio Branco foi incluído na relação de municípios situados no bioma Amazônia considerados prioritários pelo governo federal para ações de prevenção, controle e redução dos desmatamentos e degradação florestal.

## Infraestrutura

### Transporte
As duas principais saídas da cidade é a PA-431, que liga Mojuí dos Campos a BR-163, na Comunidade de São José, e a PA-370, que liga Mojuí dos Campos a Comunidade de Santa Rosa, as duas estradas levam a Santarém. Além dos ramais que vão pras outras comunidades do Planalto.
De Mojuí dos Campos até a Comunidade São José (a 20 km de Santarém) na BR-163, são 14 km. Já de Mojuí dos Campos até a Comunidade Santa Rosa (a 31 km de Santarém) na PA-370 são 10 km.

## Cultura

### Festa da Integração Nordestina
É um festival cultural que tem como objetivo fazer o resgate e a valorização da cultura e das pessoas oriundas do Nordeste, que tanto contribuíram para o desenvolvimento desta cidade. O festival ocorre anualmente, geralmente na primeira semana de julho no campo Nogueirão.
A Festa é organizada pela Prefeitura Municipal de Mojuí dos Campos e conta com a participação de 13 comunidades locais.
A primeira Festa de Integração Nordestina, em Mojuí dos Campos, aconteceu no ano de 2007 e desde então, o evento já tem contado com públicos de até 50 mil pessoas durante as 3 noites de festa, e já contou com várias atrações artísticas regionais e nacionais como Elba Ramalho, Frank Aguiar, Banda Magníficos, Calcinha Preta, Forró Anjo Azul, entre outros.

## Mídia
Todos os canais de televisão e estações de rádio provém do município de Santarém, com exceção apenas da Rádio Santarém AM 890.